# تیم ملی فوتبال ساحلی ترکیه
تیم ملی فوتبال ساحلی ترکیه نماینده ترکیه در مسابقات بین‌المللی فوتبال ساحلی است.